# Syncaris
Syncaris (Holmes, 1900) — рід прісноводних креветок родини Atyidae, що складається з двох видів. При цьому один з видів (Syncaris pasadenae, відомий також як Пасаденська прісноводна креветка), вважається вимерлим у XX сторіччі, а інший (Syncaris pacifica) знаходиться під загрозою зникнення.

## Види
- Syncaris pacifica Holmes, 1895
- Syncaris pasadenae Kingsley, 1897

Окрім двох затверджених на даний момент видів, у науковій літературі початку XX століття вирізнявся вид Syncaris trewi (Holmes, 1900), який згодом було визнано дублюючим видом Caridina pasadenae (Kingsley, 1897), об'єднано з ним та внесено до роду Syncaris під назвою Syncaris pasadenae, що збереглася дотепер. Інше ж найменування стало синонімом офіційної назви.